# Slatina (miasto Šabac)
Slatina (cyr. Слатина) – wieś w Serbii, w okręgu maczwańskim, w mieście Šabac. W 2011 roku liczyła 215 mieszkańców.